# Josef Nebehosteny

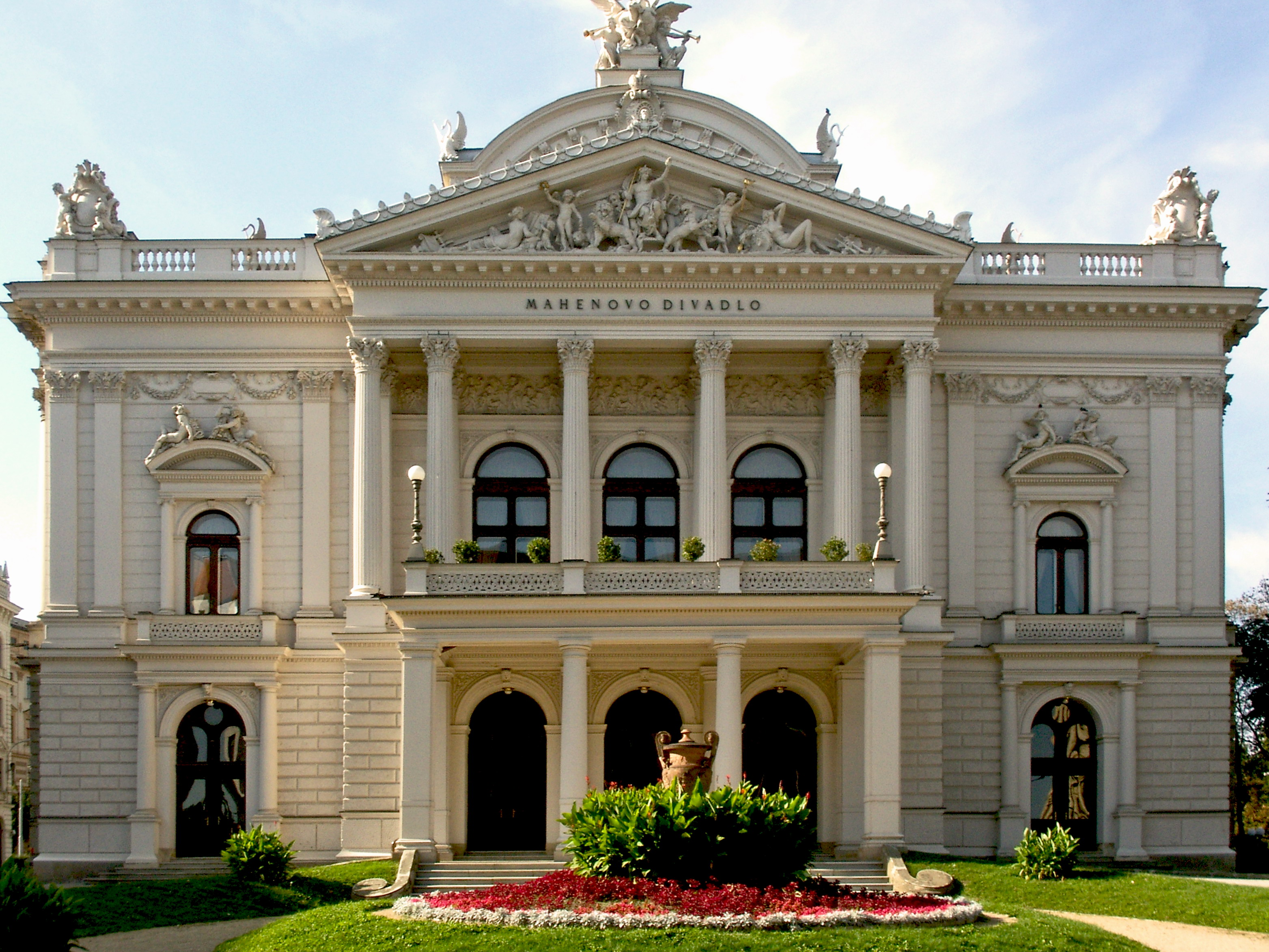
Deutsches Stadt-Theater Brünn, heute Mahen-Theater Brno

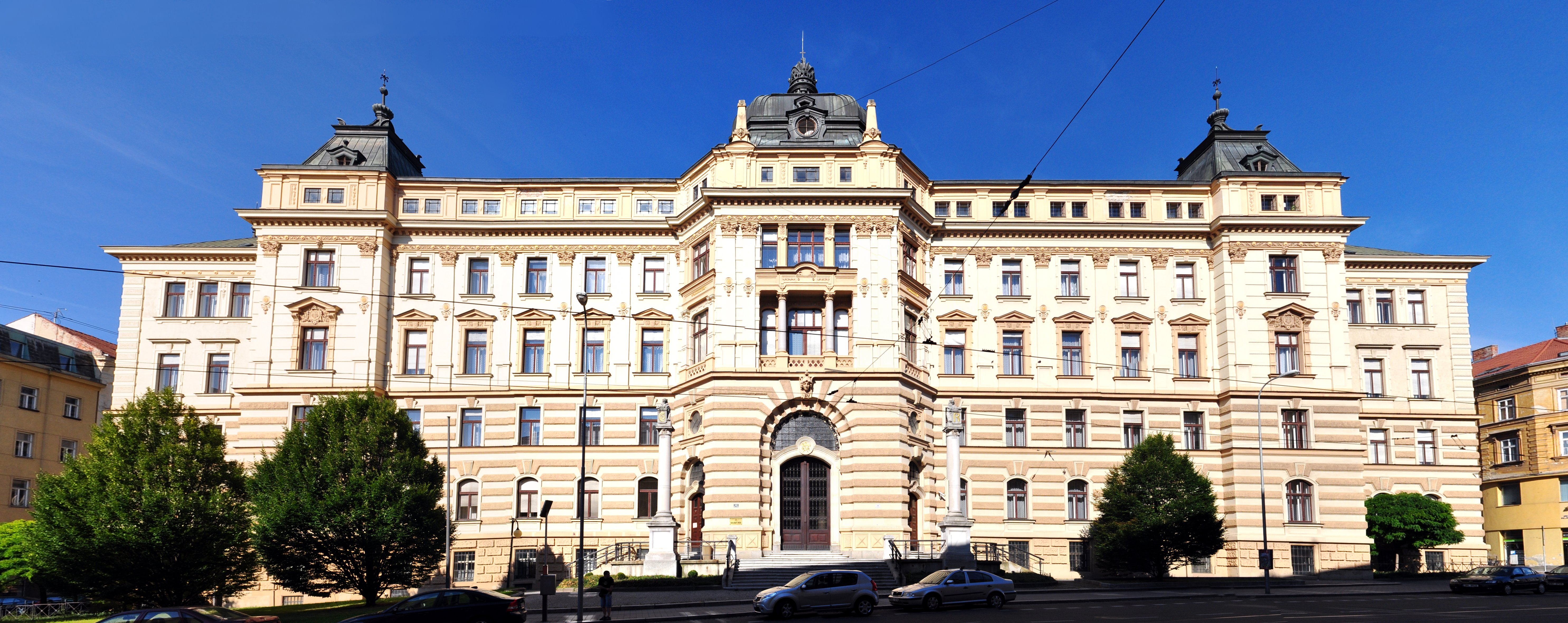
Justizpalast Brünn, heute Kreisgericht Brno

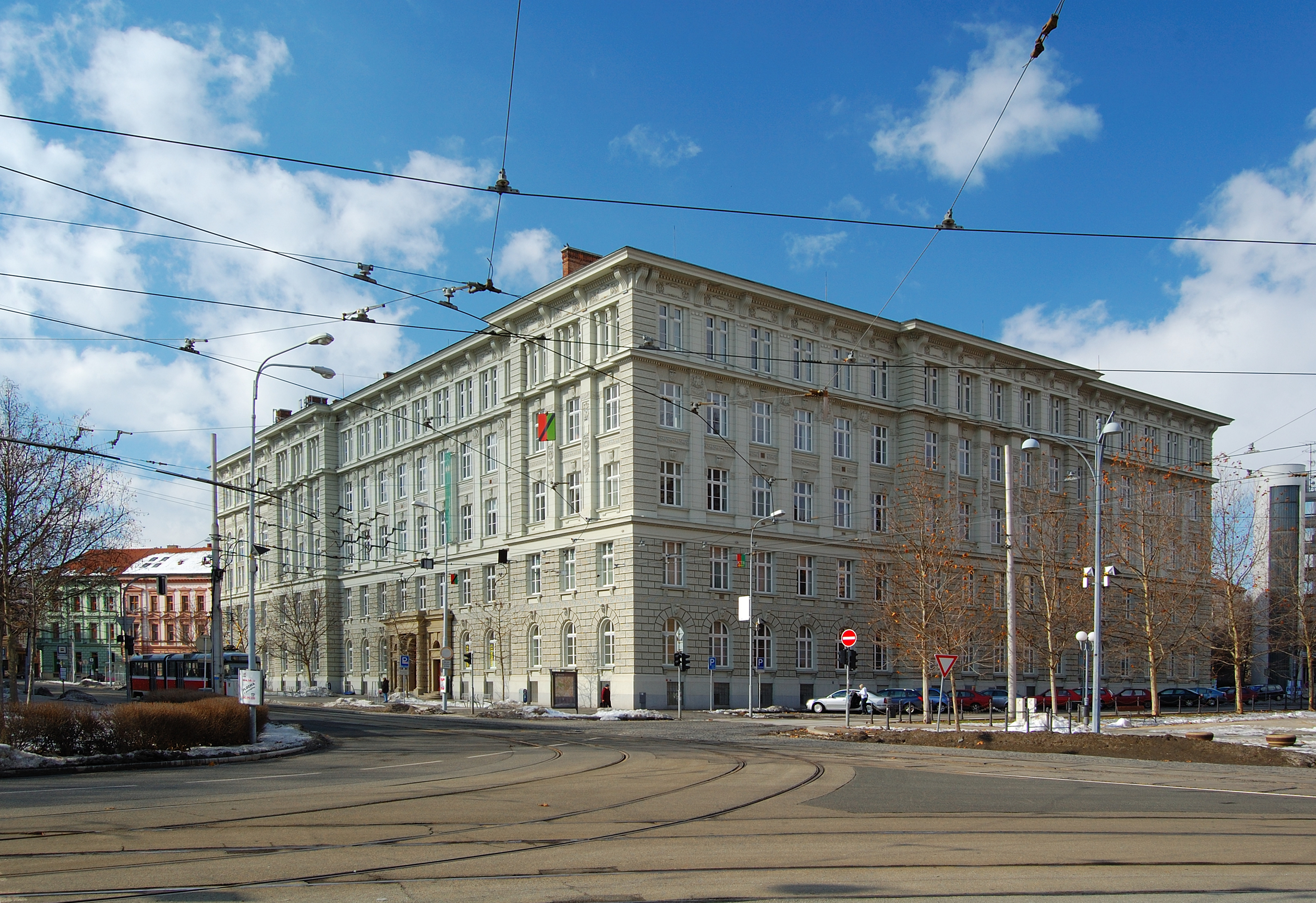
Deutsche Hochschule für Technik Brünn, heute Fakultät für Sozialwissenschaften der Masaryk-Universität

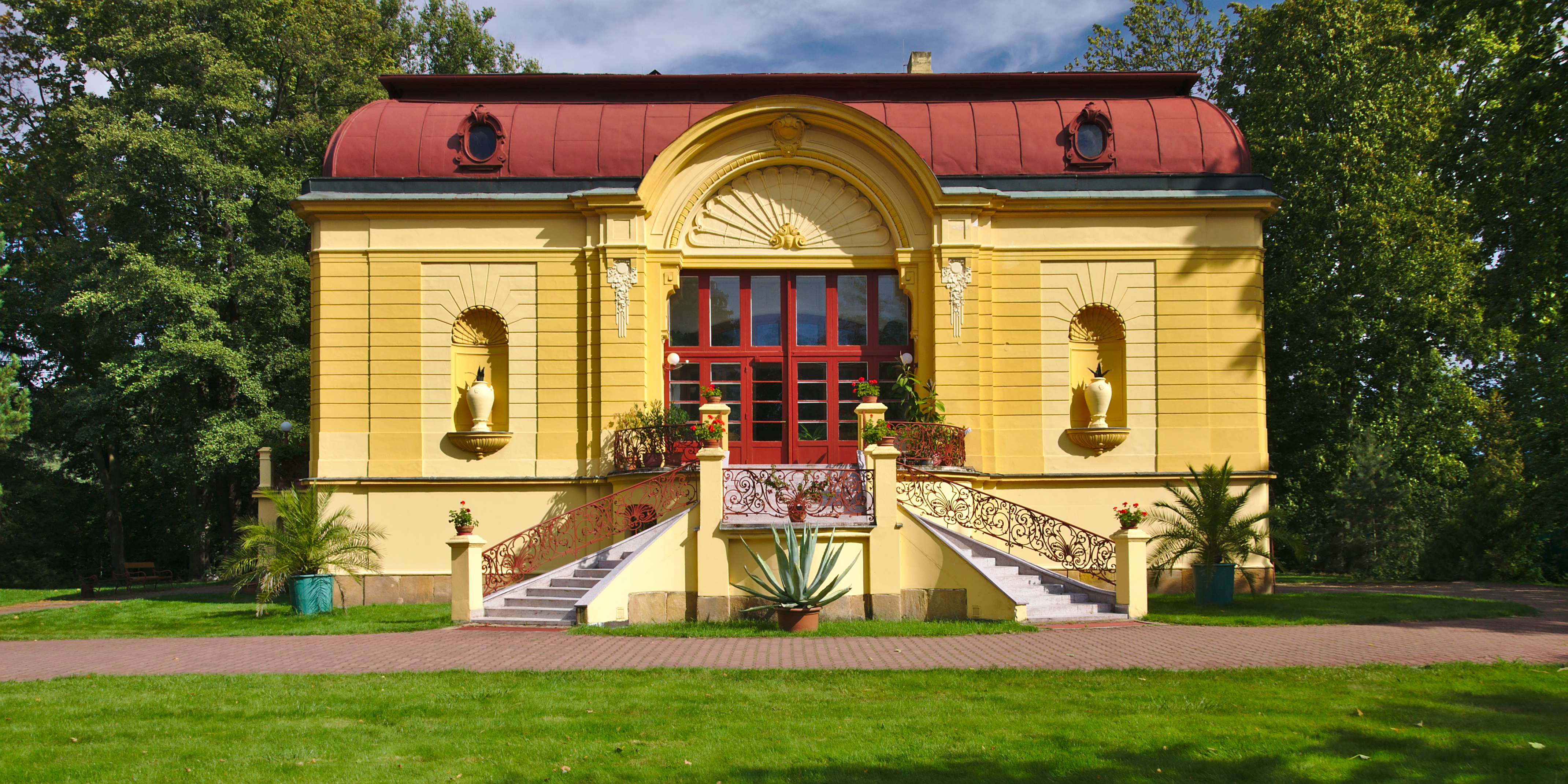
„Kleine Villa“ Löw-Beer in Svitávka

Josef Nebehosteny (* 8. August 1852 in Wien; † 12. Januar 1921 in Brünn) war ein österreichischer Architekt. Er wirkte beim Bau des Brünner Stadt-Theaters (heute Mahen-Theater) mit und war als selbstständiger Architekt für den Bau einiger bedeutender Gebäude in Brünn verantwortlich.

## Leben
Nebehosteny studierte von 1870 bis 1872 an der Akademie der bildenden Künste in Wien. Sein Praktikum absolvierte er bei Architekt Paul Wasserburger in Wien, bei der Südbahn und im Atelier F. Fellner d. J. & H. Helmer. Im Jahr 1881 kam er als leitender Architekt in vorgenanntem Atelier für den Bau des Deutschen Stadt-Theaters nach Brünn.
Seit 1883 wirkte er als selbstständiger Architekt in Brünn und wohnte in der Křenová 68. Er baute etliche öffentliche Gebäude wie den Justizpalast (heute Kreisgericht Brünn, Rooseveltova 16/648), sowie mehrere Villen und Wohnhäuser.
Eine Auswahl:
- 1898–1900 die heutige Brünner Finanzverwaltung (náměstí Svobody 4/98)
- 1900 das Gebäude der Trauerzeremonienhalle des Brünner Jüdischen Friedhofs
- 1902–1905 den Umbau des heutigen Brünner Hauptbahnhofs (Brno hlavní nádraží)
- 1906–1910 die Deutsche Hochschule für Technik Brünn (heute Fakultät für Sozialwissenschaften der Masaryk-Universität, Joštova 10/218)
- 1906 die sogenannte „Kleine Villa“ Löw-Beer in Svitávka

1909 wurde Nebehosteny zum Präsidenten des Verbandes der Bauunternehmer und 1913 zum Präsidenten des Architekten-Vereins von Mähren und Schlesien ernannt. Er begleitete noch weitere Ämter, z. B. war er Erster Vizepräsident des Mährischen Gewerbevereins.